# Skinnskatteberg község
Skinnskatteberg község (svédül: Skinnskattebergs kommun) Svédország 290 községének egyike. 
A mai község 1971-ben jött létre.

## Települései
A községben öt település található:
| Település       | Népesség | Megjegyzés         |
| --------------- | -------- | ------------------ |
| Skinnskatteberg |          | a község székhelye |
| Riddarhyttan    |          |                    |
| Färna           |          |                    |
| Karmansbo       |          |                    |
| Kärrbo          |          |                    |

### Külső hivatkozások
- Hivatalos honlap